# Goera kyotonis
Goera kyotonis är en nattsländeart som beskrevs av Tsuda 1942. Goera kyotonis ingår i släktet Goera och familjen grusrörsnattsländor. Inga underarter finns listade i Catalogue of Life.